# بردلی بیچ، نیوجرسی
بردلی بیچ (به انگلیسی: Bradley Beach) شهری در ایالت نیوجرسی کشور ایالات متحده آمریکا است که جمعیت آن در سرشماری سال ۲۰۱۰ میلادی، ۴٬۲۹۸ نفر بوده‌است.